# Nati nel 1197
| Questa pagina contiene informazioni ricavate automaticamente dalle voci biografiche con l'ausilio del template Bio e di un bot. L'aggiornamento è periodico e automatico e ricostruisce completamente la pagina. Se manca una persona in questa lista, sei pregato di non aggiungerla, ma accertati piuttosto che la sua voce biografica contenga il template Bio e che i dati anagrafici siano correttamente compilati. Se il template Bio manca, inseriscilo tu stesso o, in alternativa, metti l'avviso {{tmp\|Bio}} che ne segnala la mancanza. Se i dati riportati sono sbagliati, correggi direttamente la voce biografica; le modifiche saranno visibili in questa lista entro pochi giorni. Per chiarimenti vedi il progetto biografie. La lista contiene solo le 11 persone che sono citate nell'enciclopedia e per le quali è stato implementato correttamente il template Bio. Pagina aggiornata al 13 gen 2025. |

- 2 maggio - Guglielmo di Braose († 1230)
- 22 ottobre - Juntoku, imperatore giapponese († 1242)
- Agnese d'Assisi, badessa italiana († 1253)
- Amedeo IV di Savoia, nobile († 1253)
- Niceforo Blemmida, scrittore bizantino († 1272)
- Iolanda di Courtenay, regina († 1233)
- Nicola Paglia, presbitero italiano († 1256)
- Oberto II Pallavicino, condottiero italiano († 1269)
- Raimondo VII di Tolosa, conte († 1249)
- Riccardo di Chichester, vescovo cattolico britannico († 1253)
- Ibn al-Baytar, botanico, farmacologo e medico arabo († 1248)